# Winslow (Buckinghamshire)
Winslow è un paese di 4 519 abitanti della contea del Buckinghamshire, in Inghilterra.